# Opération Kaman 99
Guerre Iran-Irak
Batailles
- Opération Kaman 99
- Bataille de Khorramchahr
- Siège d'Abadan
- Opération Morvarid

- Bataille de Nasr
- Attaque sur H-3

- Opération Samen-ol-A'emeh
- Victoire Indéniable
- Beit ol-Moqaddas
- Ramadan

- Opération Anfal
- Valfajr 2
- Valfajr 6
- Badr
- 1re bataille d'Al Faw
- Kerbala 5 et 6
- Nasr 4

- Opération Nous nous en remettons à Dieu
- Opération Mersad

- Opération Sugar
- Opération Earnest Will
- Opération Prime Chance
- Opération Eager Glacier
- Incident de Bridgeton
- Opération Praying Mantis

- Opération Opéra (raid israélien)
- Incident de l’USS Stark
- Vol Iran Air 655

L’opération Kaman 99 (Arc 99) est une opération menée par la force aérienne de la République islamique d'Iran le 23 septembre 1980 en représailles aux attaques aériennes irakiennes surprises la veille marquant le déclenchement de la guerre Iran-Irak.

## Écho de Qadisiya
Le 22 septembre 1980, l'Irak lance des frappes aériennes contre des cibles stratégiques en Iran. 192 avions sont mobilisés pour l'opération. L’objectif pour Saddam Hussein est de détruire le reste des unités de l’aviation iranienne encore opérationnelles (l'armée de l'air a été la plus touchée par les purges menées par Khomeini). Mais le manque d'expérience des pilotes irakiens, la faible charge offensive des avions Mig (qui représentent la moitié de la flotte aérienne), le nombre limité de sorties (250) font qu'à la fin de la journée, seuls 4 avions iraniens ont été détruits pour 5 avions irakiens abattus.

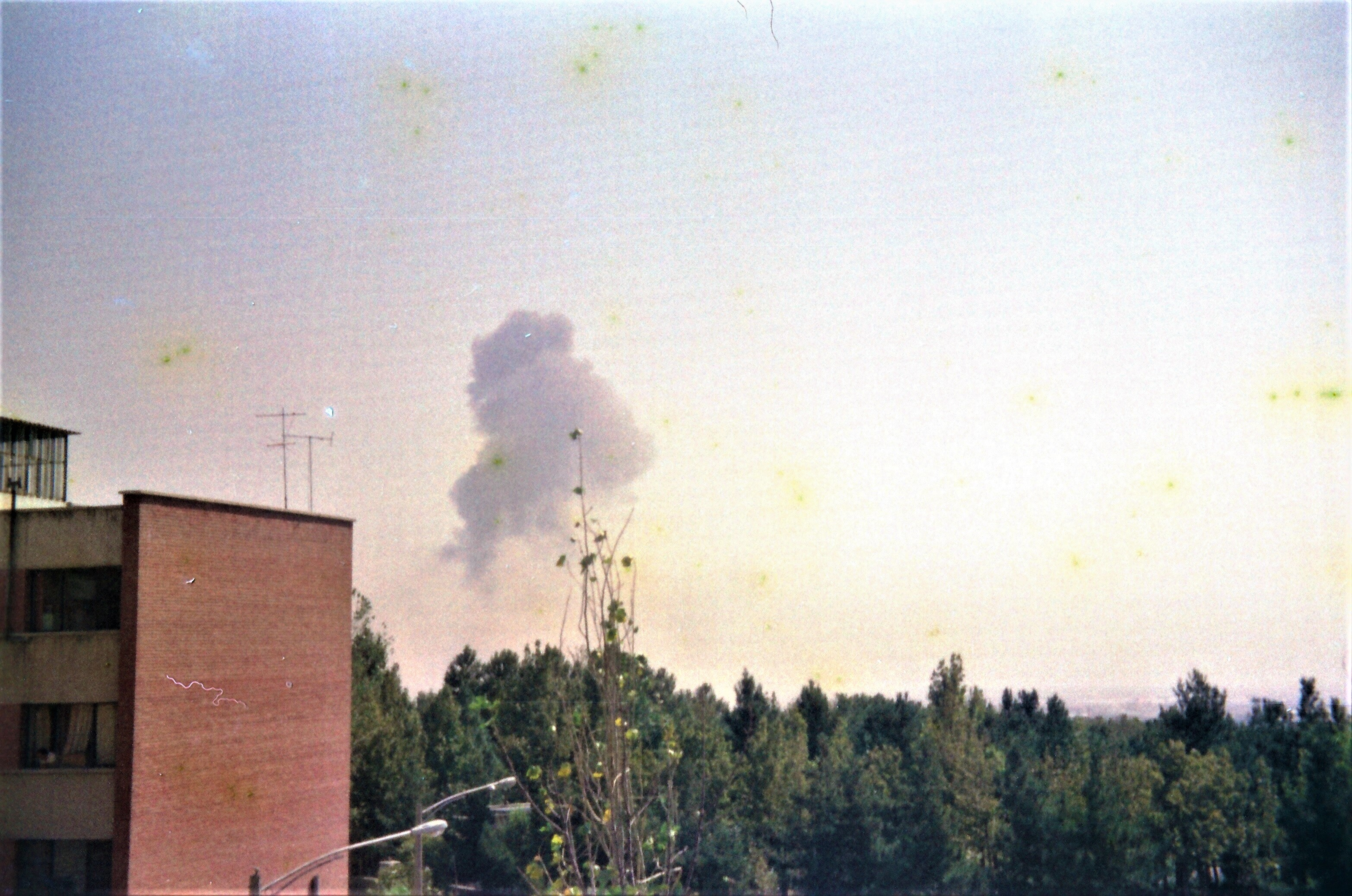
Attaque de l'aéroport international Mehrabad de Téhéran le 22 septembre 1980.

À 1 h 45 heure locale, 6 MiG-23 irakiens bombardent une base aérienne iranienne près d'Ahvaz. Une heure et demie plus tard, d'autres MiG-23 de la force aérienne irakienne attaquent l'aéroport international Mehrabad de Téhéran. Les Irakiens bombardent en même temps huit autres importantes bases aériennes iraniennes.
Les faibles pertes s'expliquent aussi par les leçons tirées par l'Iran de la guerre des Six Jours. Le pays avait construit des bunkers pour stocker ses avions de combat, les rendant ainsi peu vulnérables à des frappes aériennes. Le jour suivant, la force aérienne de la République islamique d'Iran prépare ses forces restées opérationnelles à une contre-attaque.

## Déroulement de l'opération
Le 23 septembre, l'Iran lance l'opération Kaman 99 : 40 F-4 Phantom II, armés de bombes Mark 82, Mark 83 et de missiles AGM-65 Maverick, décollent depuis la base d'Hamadan. Ceux-ci pénètrent dans l'espace aérien irakien et atteignent Bagdad, larguant des bombes sur les bases aériennes d'al-Rashid, d'al-Habbaniyah et d'al-Kut. 8 F-4 supplémentaires décollent depuis Téhéran et lancent un second raid aérien contre la base d'al-Rashid.
L'Iran fait par ailleurs décoller 58 F-4 de Tabriz pour attaquer la base aérienne irakienne de Mossoul. Après l'attaque, 50 F-5E attaquent la base aérienne de Nassiriya, qui est sévèrement endommagée.
146 F-4 et F-5E ont été envoyés pour bombarder l'Irak, mais 60 F-14 Tomcat restent mobilisés pour défendre l'espace aérien iranien des incursions irakiennes. Ceux-ci abattent 2 MiG-21 et 3 MiG-23 irakiens. Un F-5E iranien parvient aussi à abattre 1 Su-20 durant l'opération.

## Conséquences
Saddam Hussein et l'armée irakienne subissent un coup dur, pensant que la force aérienne iranienne était vulnérable. Toutes les bases aériennes irakiennes près de la frontière de l'Iran sont restées hors d'usage pendant des mois et l'efficacité de l'armée de l'air irakienne a été réduite de 55 %. Cela permit aux Iraniens de se regrouper et de se préparer à la prochaine attaque irakienne, qui sera cette fois-ci terrestre. Il faudra encore deux ans aux Iraniens pour expulser les Irakiens hors de leur territoire et la guerre continuera jusqu'en 1988, devenant la plus longue guerre conventionnelle du XXe siècle, dans laquelle plus d'un million de personnes trouveront la mort.